# Олбрајт (Западна Вирџинија)
Олбрајт (енгл. Albright) град је у америчкој савезној држави Западна Вирџинија.

## Демографија
По попису из 2010. године број становника је 299, што је 52 (21,1%) становника више него 2000. године.
| Група             | 2000.       | 2010.       |
| Белци             | 244 (98,8%) | 291 (97,3%) |
| Афроамериканци    | 1 (0,4%)    | 1 (0,3%)    |
| Азијати           | 0 (0,0%)    | 0 (0,0%)    |
| Хиспаноамериканци | 0 (0,0%)    | 0 (0,0%)    |
| Укупно            | 247         | 299         |